# Слубиця-Б
Слубиця-Б (пол. Słubica B) — село в Польщі, у гміні Жаб'я Воля Ґродзиського повіту Мазовецького воєводства.
Населення — 48 осіб (2011).
У 1975-1998 роках село належало до Скерневицького воєводства.

## Демографія
Демографічна структура станом на 31 березня 2011 року:
|          | Загалом | Допрацездатний вік | Працездатний вік | Постпрацездатний вік |
| -------- | ------- | ------------------ | ---------------- | -------------------- |
| Чоловіки | 20      | 2                  | 16               | 2                    |
| Жінки    | 28      | 5                  | 18               | 5                    |
| Разом    | 48      | 7                  | 34               | 7                    |